# 이정협 (기업인)
이정협 (1943년 2월 11일 ~ )은 대한민국의 기업인이다. 1977년 시작한 동물용의약품제조업체 "이화약품공업사"의 창립자이며 현재 "이화팜텍(주)"www.ewhap.com의 대표이사이다. 건국대학교 총동문회 제20대 이사회의장, 동물약품공업협동조합 이사장, 건국대학교 축산대학 동문회장, ROTC중앙회 부회장, 사단법인 동물약품협회 부회장을 역임하였다.